# Cantonul Ruffec
Cantonul Ruffec este un canton din arondismentul Confolens, departamentul Charente, regiunea Poitou-Charentes, Franța.

## Comune
- Les Adjots
- Barro
- Bioussac
- Condac
- Couture
- Nanteuil-en-Vallée
- Poursac
- Ruffec (reședință)
- Saint-Georges
- Saint-Gourson
- Saint-Sulpice-de-Ruffec
- Taizé-Aizie
- Verteuil-sur-Charente
- Vieux-Ruffec
- Villegats